# Colombie aux Jeux sud-américains
La Colombie n'a pas participé à tous les Jeux sud-américains de manière continue. Elle participa pour la première fois à cette compétition lors de la seconde édition qui eut lieu à Rosario en 1982. Elle remporta pour la première fois les Jeux en 2010 lors de l'édition qui se déroula à Medellín.

## Candidatures
Après la candidature échouée de Bogota pour accueillir les Jeux sud-américains de 2002, en raison de la rupture du processus de dialogue entre les FARC et le gouvernement d'Andrés Pastrana et la reprise des attentats par la guérilla, la Colombie obtint pour la première fois l'organisation des Jeux sud-américains lors de la IXe édition en 2010.
Trois villes postulèrent pour accueillir les Jeux sud-américains de 2010 : Barquisimeto (Venezuela), Medellín (Colombie) et Santiago du Chili (Chili). Cependant, seules les candidatures des deux dernières furent prises en compte, Barquisimeto ne répondant pas à toutes les exigences. En 2006, le maire de Medellín, Sergio Fajardo, le président du comité olympique colombien, Andrés Botero, le directeur d'Indeportes Antioquia, Juan Fernando Mesa, le directeur du comité de soutien au projet de Medellín, Diego Palacios, et la directrice de l'Institut du Sport et la Récréation de Medellín (INDER), Alicia Eugenia Vargas, furent les membres de la délégation colombienne qui voyagea jusqu'à Buenos Aires pour défendre la candidature de Medellín. Le 7 novembre 2006, lors du vote devant définir la ville hôte de la neuvième édition des Jeux sud-américains, quatorze des quinze pays membres de l'ODESUR participèrent à l'élection, la Guyana étant absente. Medellín l'emporta à 8 voix contre 6 pour Santiago du Chili,,.

## Historique des médailles
| Année | Pays                   | Lieu              | Position | Or  | Argent | Bronze | Total |
| ----- | ---------------------- | ----------------- | -------- | --- | ------ | ------ | ----- |
| 1978  | Drapeau de la Bolivie  | La Paz            | -        | -   | -      | -      | -     |
| 1982  | Drapeau de l'Argentine | Rosario           | 8/10     | 6   | 2      | 6      | 14    |
| 1986  | Drapeau du Chili       | Santiago du Chili | 10/10    | 0   | 1      | 0      | 1     |
| 1990  | Drapeau du Pérou       | Lima              | -        | -   | -      | -      | -     |
| 1994  | Drapeau du Venezuela   | Valencia          | 3/14     | 35  | 50     | 27     | 112   |
| 1998  | Drapeau de l'Équateur  | Cuenca            | 2/14     | 74  | 51     | 54     | 179   |
| 2002  | Drapeau du Brésil      | Brésil            | -        | -   | -      | -      | -     |
| 2006  | Drapeau de l'Argentine | Buenos Aires      | 3/15     | 97  | 72     | 74     | 243   |
| 2010  | Drapeau de la Colombie | Medellín          | 1/15     | 144 | 124    | 104    | 372   |
| 2014  | Drapeau du Chili       | Santiago du Chili | 2/14     | 53  | 49     | 64     | 166   |
| Total | Total                  |                   | 4/15     | 409 | 349    | 329    | 1 087 |